# Marisa Bellisario
Maria Isabella Bellisario, detta Marisa (Ceva, 9 luglio 1935 – Torino, 4 agosto 1988), è stata una dirigente d'azienda italiana.
È ricordata per le sue doti manageriali e per i suoi interventi decisivi nella ristrutturazione di Olivetti Corporation of America e Italtel.
(Marisa Bellisario)

## Biografia
Nata da padre pugliese di Gioia del Colle e da madre originaria del comune ligure di Altare, dopo gli studi superiori di ragioneria, conseguì la laurea in economia e commercio nel 1959 presso l'Università degli Studi di Torino. Successivamente, recatasi a Milano, entrò da neolaureata alla divisione elettronica dell'Olivetti, con le funzioni di programmatrice sul main frame di progettazione Olivetti, Elea 9003 (Elaboratore elettronico aritmetico), il primo computer interamente progettato e prodotto in Italia, per poi occuparsi di applicazioni commerciali.
Nel 1963 partecipò alla fusione dell'Olivetti con la Bull, e l'anno dopo assistette alla cessione della divisione elettronica di Olivetti alla General Electric, che opererà con il nome GEISI (General Electric Information Systems Italia) passando a occuparsi di pianificazione prodotti. Nel 1970 la General Electric vende la GEISI al colosso dell'automazione Honeywell e la GEISI Diviene HISI (Honeywell Information Systems Italia).
Rientrò in Olivetti nel 1971, chiamata dall'allora amministratore delegato Ottorino Beltrami a ricoprire l'incarico di responsabile della direzione pianificazione operativa. Ha il compito di riordinare i rapporti tra le aree della ricerca e sviluppo, della produzione, della commercializzazione e marketing. In più si tratta di accelerare la completa transizione dei prodotti dalla meccanica all'elettronica.
Con l'arrivo di Carlo De Benedetti quale nuovo azionista di riferimento dell'Olivetti, nell'aprile 1978, le funzioni della Bellisario cambiarono nuovamente e nel gennaio del 1979 divenne presidente della "Olivetti Corporation of America", risanandone in breve tempo il pessimo bilancio.
Nel 1980 s'iscrisse al Partito Socialista Italiano, al cui interno divenne membro dell'Assemblea Nazionale.
Nel 1981 tornò in Italia per assumere la dirigenza della Italtel, grande gruppo industriale parastatale di 30 aziende elettromeccaniche con circa trentamila dipendenti, allora in grave crisi e da ristrutturare. Il gruppo fatturava allora 503 miliardi di lire all'anno, perdendone 2 327. Il piano da lei proposto e seguito, che prevedeva l'avvio di nuovi progetti e la sostituzione della dirigenza, trasformò il gruppo Italtel in una moderna azienda. Il gruppo da lei diretto, in soli tre anni, elevò il proprio fatturato a 1 300 miliardi di lire, producendo anche un notevole attivo. Per questo lavoro ottenne il consenso dei sindacati, che in precedenza erano stati dubbiosi nei confronti del suo piano di ristrutturazione.
Nel 1986 le viene assegnato il premio di Manager dell'anno.
Credeva nella meritocrazia e nella gerarchia del merito e si ritiene che sia stata vittima di pregiudizi antifemminili allorquando le fu negato il consenso del Gruppo Fiat alla nomina ad amministratore delegato della Telit, azienda che avrebbe dovuto nascere dalla fusione di Italtel e Telettra e che sarebbe dovuta diventare l'azienda italiana di riferimento del settore delle telecomunicazioni.
Nel 1984 entrò a far parte della Commissione Nazionale per la realizzazione della parità tra uomo e donna, istituita dal Presidente del Consiglio Bettino Craxi, come presidente della sezione per le nuove tecnologie. Nello stesso anno la rivista Capital le dedicò una copertina. Nel 1987 venne riconfermata amministratore delegato dell'Italtel per altri tre anni. Il risanamento dell'impresa si confrontava allora con la prospettiva di costruzione di un mercato europeo delle telecomunicazioni, basato su accordi tra grandi imprese del settore; allo stesso tempo, Italtel rafforzò i rapporti con imprese americane (nel 1987: l'accordo di cooperazione tecnologica e di marketing con Apple e l'accordo con Bell Atlantic).
Nonostante una malattia irreversibile (tumore delle ossa) che la portò lentamente alla morte, continuò a gestire il proprio lavoro, anche a distanza, fino al termine dei suoi giorni. Si spense a 53 anni, nella sua villa torinese presso la collina di Superga. Dopo i funerali, celebrati con cerimonia civile, fu sepolta nel cimitero di Ceva.

### Vita privata
Nel 1969 sposò Lionello Cantoni, professore del dipartimento di informatica dell'Università degli Studi di Torino ed EDP manager della Olivetti e, successivamente, della Fiat Auto. La coppia non ebbe figli.

## Immagine
Marisa Bellisario era una donna molto ammirata anche per la sua avvenenza e le stravaganti acconciature e negli Stati Uniti era chiamata affettuosamente The Legs, per le sue gambe. Inoltre fu definita ironicamente "la signora con i baffi" per le sue doti manageriali

## Riconoscimenti
- Nel 1986 è nominata Top Manager dell'anno, diventando così la prima donna a esserne insignita.[14]
- Nel 1988, anno della sua morte, la città di Milano le ha conferito la Medaglia d'oro alla memoria.[15]
- A lei sono intitolati la Fondazione Marisa Bellisario, fondata dalla presidente ed ex deputata PdL Lella Golfo nel 1989 e il premio omonimo, assegnato ogni anno alle donne che si sono distinte nella professione, nel management, nella scienza, nell'economia e nel sociale[16], e ancora oggi viene ricordata come la donna manager più famosa d'Italia[13].
- Il comprensorio Italtel di Carini è intitolato a Marisa Bellisario
- Porta il suo nome, dal 1993/94, l'istituto di istruzione secondaria di Inzago.[17]
- Nel 2007 le viene intitolata un'area verde sita alla periferia di Milano, il giardino Marisa Bellisario.
- Nel 2012, a Torino, un'altra area verde è stata intitolata alla sua memoria[18].
- Nel 2019 le viene dedicata una puntata (docu-film) del programma Illuminate, narrata da Violante Placido.[19]
- Le città di Roma, Cuneo, Cotignola, Barlassina, San Salvo, Cassina de Pecchi, Pregnana Milanese, Nuoro e Villabate le hanno dedicato una via.

## Archivio
La documentazione prodotta da Marisa Bellisario durante il periodo in cui fu amministratore delegato Italtel Sit (1981-1988) è conservata nel fondo Italtel presso la Fondazione ISEC. Istituto per la storia dell'età contemporanea, mentre la documentazione prodotta presso Olivetti è conservata nel fondo Olivetti presso l'Associazione nazionale del cinema d'impresa.